# Флагеланти
Флагеланти (лат. flagellare - бичевати, самобичеваоци) је назив за средњовековну религијску јеретичку секту - бичевалаца. Они су упражњавали самобичевање и то јавно, као вид покоре или аскетизма. Организоване групе самобичевалаца су се јавиле у 13. веку у Перуђи, заслугом фрањевачког проповедника Раниерија Фасанија. Из Апенинског полуострва покрет се проширио по аустријским земљама, Угарској, Баварској, Пољској и Порајњу. 
Други талас флагеланата настао је за време велике епидемије куге 1348. године, по западној Европи, и обухватио земље од Апенинског полуострва до Енглеске, Данске и Чешке. Флагелантски покрет посебно је био јак по немачким земљама, где су се успели да се организују као секта са строгим правилима, носили су беле хаљине са крстом и изградили сопствено учење.
Током 17. и 18. века флагелантске процесије и самобичевање охрабривали су језуити по аустријским земљама и Холандији, као и по новим европским колонијама где су они радили на ширењу вере; Индији, Персији, Јапану, Филипинима, Мексику и по Јужној Америци. По средњој и Јужној Америци су се флагелантске процесије задржале до данашњих дана, али је њихов интензитет и трајање регулисано правилима папе Лава XIII. Флагелантство се одржало и по Италији и Тиролу све до прве половине 19. века, по римским језуитским црквама све до 1870., а по забаченим градићима Тоскане и Сицилије и касније. 